# Дамян Илиев
 Тази статия е за революционера.  За офицера вижте Дамян Илиев (полковник).  
Дамян Илиев е български учител и революционер, костурски деец на Вътрешната македоно-одринска революционна организация и Вътрешната македонска революционна организация.

## Биография
Дамян Илиев е роден в костурското село Загоричани, тогава в Османската империя, днес Василиада, Гърция. В 1900 година завършва с петнадесетия випуск Солунската българска мъжка гимназия. Работи като учител. Присъединява се към редовете на ВМОРО. Секретар и помощник-войвода е на Тале Горанов.
През лятото на 1902 година се опитва с чета от български подофицери да мине гръцко-турската граница от Лариса, но на 1 юни лодката им се обръща в река Саламбрия, като Коле Влашето от Фрашър, Кочо от Кондороби и Христо Василев от Шестеово се удавят, а останалите са заловени от гръцките власти. След неуспеха заминава за Кайро, Египет при баща си, който е тютюнев работник там.
След Младотурската революция в 1908 година е учител в отново откритото българско училище в Костур.
След войните участва в дейността на възстановената ВМРО. Към 1926 година ръководи Разузнавателната организация на ВМРО за Костурска околия
След окупацията на Гърция през Втората световна война през май 1941 година българското правителство праща делегация на Костурското братство в Югозападна Македония. В нея влизат Дамян Илиев, Спиро Василев и Петър Марков от Загоричани, Пандо Киселинчев от Косинец и Георги Христов от Шкрапари. Делегацията обикаля Леринско и Костурско по маршрута Битоля – Баница – Екши Су – Зелениче – Загоричани – Хрупища – Косинец – Лобаница – Смърдеш – Брезница – Руля – Желево – Лерин, където на 24 май присъства на голямо българска манифестация. В доклада си до правителството, пътуването на делегацията е определено като
| „ | едно бляскаво шествие на българщината | “ |

Населението посреща делегацията „с луда радост“ и разпитва кога ще дойде българска войска, докато италианските и германските власти подпомагат гръцката администрация, която тероризира българите. Делегацията предлага да се изпратят българи преводачи при военните комендантства, да се настоява в българските села да се назначават кметове българи и да се формира българска милиция, да се допусне разпространението на български вестници и книги, в Битоля да се създаде егейски комитет, който да комуникира с българските власти.
Илиев оставя спомени за Загоричанското клане.